# Corriamo
Corriamo is een single van de Italiaanstalige zangeres Isabella Iannetti uit 1967. Het nummer op de A-kant werd geschreven door Corrado Conti, Franco Cassano en Gianni Ernesto Argenio. Op de B-kant staat het nummer Chiedilo al tuo cuore.
Het lied stond niet op haar album Ecco (1966). In een persing voor de Venezolaanse markt, getiteld Ecco - Corriamo, is het wel toegevoegd. Hierop is het het openingsnummer.
Een cover in het Nederlands betekende een hit voor de zangeres Patricia (Paay). Deze versie werd in 1982 gecoverd door de band Highway.

## Patricia
Patricia Paay, toen nog zingend onder haar voornaam, bracht het nummer in 1967 uit op een single. De Nederlandse tekst was afkomstig van John Möring. Op de B-kant van de single staat Oh, oh, wat was jij groen. Beide nummers staan ook op het album Portret van Patricia dat ze in 1969 uitbracht. Deze versie werd in 1982 gecoverd door Highway. De single van Patricia stond meerdere weken in de Nederlandse Top 40.
Nederlandse Top 40
| Hitnotering: van 9 maart tot 13 april 1967 | Hitnotering: van 9 maart tot 13 april 1967 | Hitnotering: van 9 maart tot 13 april 1967 | Hitnotering: van 9 maart tot 13 april 1967 | Hitnotering: van 9 maart tot 13 april 1967 | Hitnotering: van 9 maart tot 13 april 1967 | Hitnotering: van 9 maart tot 13 april 1967 | Hitnotering: van 9 maart tot 13 april 1967 |
| Week:                                      | 1                                          | 2                                          | 3                                          | 4                                          | 5                                          | 6                                          |                                            |
| ------------------------------------------ | ------------------------------------------ | ------------------------------------------ | ------------------------------------------ | ------------------------------------------ | ------------------------------------------ | ------------------------------------------ | ------------------------------------------ |
| Positie:                                   | 37                                         | 35                                         | 35                                         | 33                                         | 38                                         | 39                                         | uit                                        |